# Isăicani, Nisporeni
Isăicani este un sat din cadrul comunei Valea-Trestieni din raionul Nisporeni, Republica Moldova.